# 서울금화초등학교
서울금화초등학교는 대한민국 서울특별시 서대문구 천연동에 있는 공립 초등학교이다. 1924년 죽첨공립보통학교로 개교했으며, 이름의 유래인 죽첨정(竹添町)은 초대 주 조선 일본 영사이면서 갑신정변에도 가담했던 다케조에 신이치로(竹添進一郞, たけぞえ しんいちろう, 1842년 4월 25일 ~ 1917년 3월 31일)에서 따온 것이다. 해당 지명은 광복 이후에 충정로로 지명이 변경되었으며, 현재 교명인 '금화'의 유래는 금화산(金華山)에서 따온 것이다.

## 학교 연혁
- 1924년 4월 1일 죽첨공립보통학교(4년제 6학급) 개교설립인가 3월 7일(現 서대문구 충정로2가)
- 1929년 8월 30일 현 위치로 이전
- 1938년 4월 1일 경성죽첨공립심상소학교로 개칭[1]
- 1941년 4월 1일 경성죽첨공립국민학교로 개칭[2]
- 1946년 4월 1일 서울금화국민학교로 개명
- 1976년 5월 17일 과학실 개설
- 1984년 6월 30일 전교실 영상 방송시설 완료
- 1986년 3월 1일 특수학급(2학급) 개설
- 1996년 3월 1일 서울금화초등학교로 개칭[3]
- 1999년 12월 9일 본관 개축공사 준공
- 2000년 3월 1일 급식실 준공
- 2000년 4월 20일 도서관 개관
- 2004년 7월 14일 남관 과학실 현대화
- 2005년 4월 4일 교재원 조성 및 교수학습 지원센터 설치
- 2006년 11월 20일 옥상 자연학습장 설치
- 2009년 2월 1일 영어 전용교실 준공
- 2010년 3월 1일 신관 신축교사 준공
- 2011년 2월 21일 교사 휴게실 설치 공사
- 2011년 5월 17일 학교보안관실 설치
- 2018년 4월 30일 본관 엘리베이터 설치
- 2018년 7월 16일 창의융합형 과학실 구축
- 2019년 2월 15일 제93회 졸업식(98명, 총 30685명)
- 2020년 2월 14일 제94회 졸업식(110명, 총 30795명)
- 2020년 3월 1일 제23대 엄수경 교장 취임
- 2020년 4월 3일 미세먼지 신호등 설치
- 2020년 4월 17일 체육관 안전문 설치
- 2020년 5월 14일 학교환경 개선사업[4]
- 2020년 6월 27일 학교놀이터 스토리보드 설치
- 2020년 7월 6일 서울학교형 무선 인프라 구축 공사
- 2020년 7월 22일 교실환경 개선사업
- 2022년 9월 12일 도서관 개선
- 2024년 4월 1일 개교 100주년

## 학교 상징
- 교화(校花) - 영산홍 : 영산홍은 봉선화과에 속하는 꽃으로 품종이 아주 많고 꽃의 빛깔도 다양하여 봄 동산에서는 빼놓을 수 없는 꽃이다. 영산홍의 꽃말은 "첫사랑"이며 순결하고 아름다운 삶을 상징한다. 영산홍이 서로 다른 빛깔의 조화로 어울리는 것과 같이 금화어린이들은 자신의 숨어있는 자질을 계발하여 겨레와 나라를 위해 그 빛을 발하는 어린이가 되기를 바라는 의미에서 교화를 영산홍으로 선정하였다.
- 교목(校木) - 은행나무 : 은행나무는 살아있는 화석으로 장수를 뜻하는 나무이다. 또한 잎의 모양이 부채모양으로 아름답고 가을철 노랗게 단풍이 들며 은행이 열리는 아름답고 실용성이 큰 나무이다. 금화 동산에서 자라는 어린이들 자라서 사회에 꼭 필요한 일꾼으로 커가길 바라는 마음에서 은행나무를 교목으로 선정하였다.

## 참고 자료
- 서울금화초등학교 - 한국교육학술정보원 학교알리미